# Ilene Graff
Ilene Susan Graff (New York, 28 febbraio 1949) è un'attrice statunitense.

## Filmografia parziale

### Cinema
- Ragazze nel pallone (Ladybugs), regia di Sidney J. Furie (1992)
- Loving Annabelle, regia di Katherine Brooks (2006)
- Ma-i pa-deo (마이 파더), regia di Hwang Dong-hyuk (2007)
- The Things We Carry, regia di Ian McCrudden (2009)

### Televisione
- Barnaby Jones – serie TV, 2 episodi (1979)
- Supertrain – serie TV, 3 episodi (1979)
- Mork & Mindy – serie TV, 2 episodi (1981-1982)
- Lewis & Clark – serie TV, 13 episodi (1981-1982)
- Il processo del sesso (Jury Duty: The Comedy) – film TV (1990)
- Opposites Attract – film TV (1990)
- Mr. Belvedere – serie TV, 118 episodi (1985-1990)
- Sola con i miei bambini (Abandoned and Deceived) – film TV (1995)
- Castle - serie TV, episodio 2x04 (2009)
- Hart of Dixie – serie TV, 6 episodi (2011-2015)

## Doppiatrici italiane
- Lella Costa in Lewis & Clark
- Serena Spaziani in Mr. Belvedere